# جورج سيمبسون (مستكشف)
جورج سيمبسون (بالإنجليزية: George Simpson)‏ (و. 1787 – 1860 م) هو مستكشف كندي، ولد في إسكتلندا، توفي عن عمر يناهز 73 عاماً.